# Lathrostizus shenyangensis
Lathrostizus shenyangensis är en stekelart som beskrevs av Xu och Mao-Ling Sheng 1994. Lathrostizus shenyangensis ingår i släktet Lathrostizus och familjen brokparasitsteklar. Inga underarter finns listade i Catalogue of Life.